# How Clean is Your House?
How Clean is Your House? är den brittiska förlagan till det svenska TV-programmet Rent hus. I programmet medverkar Kim Woodburn och Aggie MacKenzie som hjälper familjerna att få ordning på sina bostäder. Serien sändas i Storbritannien från 2003 till 2009. Varje avsnitt är 30 minuter.
Detta program belönades med TV Quick Awards som bästa lifestyle-program i Storbritannien. Programmet har tidigare sänts i bland annat Nederländerna, USA, England, Nya Zeeland, Belgien, Finland, Frankrike, Island, Ryssland, Danmark och Tyskland. Under 2012 sänds det även på vardagseftermiddagar i TV4-kanalen Sjuan.